# Kosei Akaishi
Kosei Akaishi –en japonés: 赤石 光生, Akaishi Kōsei– (Hirosaki, 26 de febrero de 1965) es un deportista japonés que compitió en lucha libre.
Participó en tres Juegos Olímpicos de Verano, obteniendo en total dos medallas, plata en Los Ángeles 1984 y bronce en Barcelona 1992, y el cuarto lugar en Seúl 1988.
Ganó una medalla de plata en el Campeonato Mundial de Lucha de 1989, en la categoría de 68 kg.

## Palmarés internacional
| Juegos Olímpicos   | Juegos Olímpicos             | Juegos Olímpicos  | Juegos Olímpicos |
| Año                | Lugar                        | Medalla           | Categoría        |
| ------------------ | ---------------------------- | ----------------- | ---------------- |
| 1984               | Los Ángeles (Estados Unidos) | Medalla de plata  | 62 kg            |
| 1992               | Barcelona (España)           | Medalla de bronce | 68 kg            |
| Campeonato Mundial |                              |                   |                  |
| Año                | Lugar                        | Medalla           | Categoría        |
| 1989               | Martigny (Suiza)             | Medalla de plata  | 68 kg            |